# МКС-51
МКС-51 — п'ятидесят перший довготривалий екіпаж Міжнародної космічної станції. Спочатку було заплановано, що робота експедиції розпочнеться 25 лютого 2017 року та завершиться 15 травня. Проте згодом цей термін було перенесено на 10 квітня — 2 червня 2017. Робота експедиції розпочалася з моменту відстиковки від станції корабля Союз МС-02, на якому повернулися троє членів експедиції-49/50. Експедиція-51 завершилася 2 червня 2017 року з моменту відстиковки корабля Союз МС-03 від МКС. Члени екіпажу «Союз МС-04» продовжують роботу на борту МКС у складі експедиції-52.

## Екіпаж
Спочатку було заплановано, що експедиція буде складатися з 6 космонавтів. Проте у жовтні 2016 було оголошено про скороченням кількості російських космонавтів в екіпажах МКС до двох осіб, а склад екіпажу «Союз МС-04» повністю замінено.
Протягом 10 квітня — 20 квітня 2017 у складі експедиції троє космонавтів, з 20 квітня 2017 до 2 червня 2017 — п'ятеро. Пеггі Вітсон, Олег Новицький і Тома Песке прибули до МКС на кораблі «Союз МС-03» 19 листопада 2016 року та спочатку брали участь у роботі експедиції-50. Інші двоє учасників експедиції-51 прибули до МКС кораблем «Союз МС-04» 20 квітня 2017 року.
| Посада                              | Прізвище, ім'я (кількість космічних польотів), організація, країна | Старт                   | Прибуття до МКС         | Відліт із МКС           | Приземлення             |
| ----------------------------------- | ------------------------------------------------------------------ | ----------------------- | ----------------------- | ----------------------- | ----------------------- |
| Бортінженер МКС-50, командир МКС-51 | Пеґґі Вітсон (3), НАСА, (США)                                      | 17.11.2016 «Союз МС-03» | 19.11.2016 «Союз МС-03» | 2.09.2017 «Союз МС-04»  | 2.09.2017 «Союз МС-04»  |
| Бортінженер МКС-50/51               | Олег Новицький (2), ФКА, (Росія)                                   | 17.11.2016 «Союз МС-03» | 19.11.2016 «Союз МС-03» | 02.16.2017 «Союз МС-03» | 02.16.2017 «Союз МС-03» |
| Бортінженер МКС-50/51               | Тома Песке (2), ЄКА, (Франція)                                     | 17.11.2016 «Союз МС-03» | 19.11.2016 «Союз МС-03» | 02.16.2017 «Союз МС-03» | 02.16.2017 «Союз МС-03» |
| Бортінженер МКС-51, командир МКС-52 | Федір Юрчихін (5), ФКА, (Росія)                                    | 20.04.2017 «Союз МС-04» | 20.04.2017 «Союз МС-04» | 2.09.2017 «Союз МС-04»  | 2.09.2017 «Союз МС-04»  |
| Бортінженер МКС-51/52               | Джек Фішер (1), НАСА, (США)                                        | 20.04.2017 «Союз МС-04» | 20.04.2017 «Союз МС-04» | 2.09.2017 «Союз МС-04»  | 2.09.2017 «Союз МС-04»  |

## Етапи місії

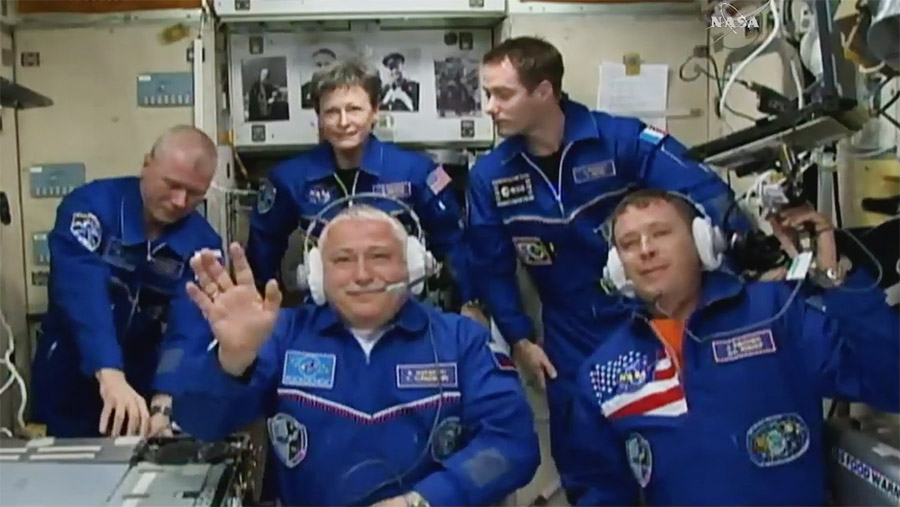
Екіпаж експедиції на борту МКС, 20.04.2017

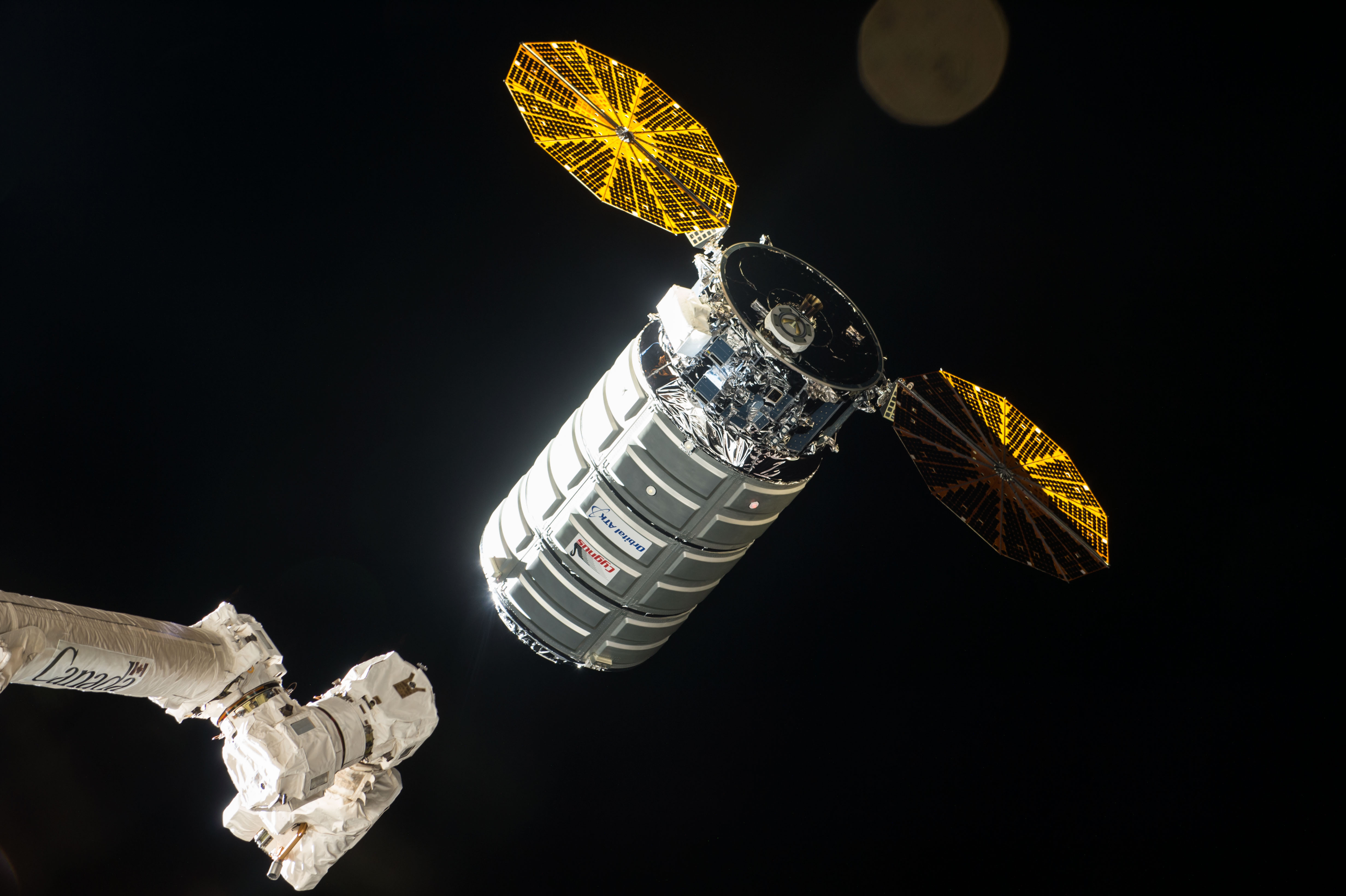
Cygnus під час захоплення краном на МКС, 22.04.2017

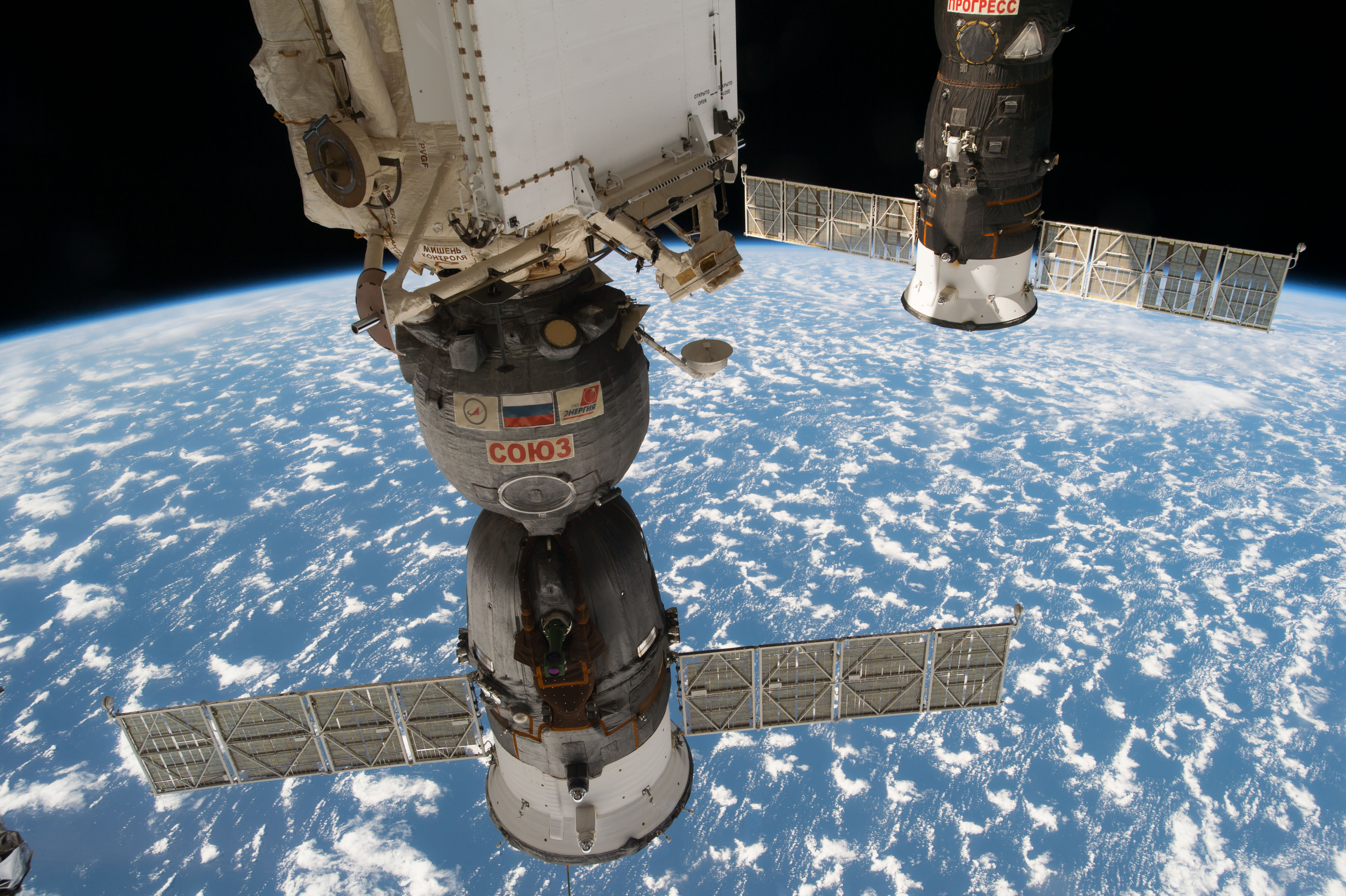
Союз МС-03 та Прогрес, пристиковані до МКС, 2.05.2017

10 квітня 2017 року корабель «Союз МС-02» із трьома космонавтами на борту (С. Рижиков, М. Борисенко та Р. Кімбро) о 07:57 (UTC) відстикувався від МКС, з цього моменту розпочалася робота 51-ї експедиції.
20 квітня з космодрому «Байконур» стартував корабель «Союз МС-04» із Ф. Юрчихіним і Дж. Фішером на борту; за 6 год. корабель успішно пристикувався до МКС. У складі 51-ї експедиції стало 5 космонавтів.
22 квітня до МКС пристикувався вантажний корабель Cygnus місії Cygnus CRS Orb-7, запущений 18 квітня. Стикування відбулося о 12:39 (UTC) за допомогою маніпулятора Канадарм2 до модуля «Юніті». Cygnus доставив на МКС у герметичному відсіку 3376 кг вантажів (обладнання, матеріали для наукових досліджень, їжу та речі для екіпажу), а також 4 наносупутника вагою 83 кг у негерметичному відсіку.
27 квітня планове коригування орбіти МКС. Для цього на 30 секунд було включено двигуни модуля Звєзда. Метою коригування було формування балістичних умов для майбутньої посадки корабля «Союз МС-03».
12 травня П. Вітсон і Дж. Фішер здійснили вихід у відкритий космос. Під час робіт на поверхні станції космонавтами було замінено контейнер з апаратурою, що забезпечує електроживлення наукових приладів на поверхні станції, на новий модуль, доставлений кораблем Cygnus, а також проведені інші технічні роботи. Цей вихід став 200-м в історії існування МКС.
18 травня планове коригування орбіти МКС. Для цього на 13 секунд було включено двигуни модуля Звєзда. Метою коригування було формування балістичних умов для майбутньої посадки корабля «Союз МС-03»..
23 травня П. Вітсон і Дж. Фішер здійснили позаплановий вихід у відкритий космос. У ході роботи протягом 2 год. 46 хв. було замінено один з двох MDM-ретрансляторів для контролю за системами станції, який вийшов з ладу 20 травня.
2 червня корабель Союз МС-03 з двома членами екіпажу на борту — О. Новицьким і Т. Песке — відстикувався від МКС та за декілька годин успішно приземлився у степу Казахстана. На цьому роботу 51-ї експедиції було завершено.